# Parfuem-Museum
Auf dem Werksgelände der Grün Parfüm & Kosmetik Produktions GmbH im Mehlinger Ortsteil Baalborn liegt das Parfuem-Museum. 

## Inhalt
Ursprünglich sollte es ein „normales“ Museum werden, in dem die jahrelang gesammelten Parfümflacons zu sehen sind. Jedoch animierte der Film Das Parfum – Die Geschichte eines Mörders, der eine Verfilmung des Buches Das Parfum von Patrick Süskind darstellt, zu einer speziellen Charaktergebung. Es wurden Kulissen erschaffen, die einen beim Betreten des Museums in das Zeitalter des 17. und 18. Jahrhunderts versetzen sollen. Feuchte Keller und die riesige Destille in einem Kellergewölbe und hunderte verstaubte Flaschen in verschiedensten Formen, gefüllt mit Essenzen, aus aller Welt unterstreichen die Atmosphäre.
Koordinaten: 49° 30′ 10,1″ N, 7° 50′ 7,3″ O